# Internationale socialiste
Pour les articles homonymes, voir Internationale (politique) et IS.
Ne doit pas être confondu avec Internationale ouvrière socialiste.
 (février 2010).
L'Internationale socialiste (IS) est une organisation politique internationale qui regroupe la majeure partie des partis socialistes, sociaux-démocrates et travaillistes du monde, ainsi que certains démocrates. Elle est l'héritière directe de l'Internationale ouvrière socialiste (IOS).

## Histoire
Après la Seconde Guerre mondiale, le mouvement socialiste international est affaibli et divisé sur l'attitude à avoir envers l'Union soviétique. Il faudra plusieurs années pour aboutir à la création de l'Internationale socialiste.

### La reconstruction de l’Internationale (1944-1951)
La reconstruction progressive de l’Internationale des partis socialistes, sociaux-démocrates et travaillistes après la Seconde Guerre mondiale se fait à travers des conférences internationales qui se tiennent régulièrement jusqu’en 1951.

#### Les préparatifs des premières conférences (1944-1945)
Le congrès du Parti travailliste de décembre 1944 est l’occasion de discuter de la reconstruction de l’Internationale après le conflit, en présence de délégués de la SFIO, du Parti ouvrier social-démocrate suédois et des représentants des partis en exil (Parti travailliste norvégien, Parti socialiste polonais, Parti ouvrier belge et Parti socialiste italien). Ils décident de convoquer une conférence préparatoire.
Cette conférence se tient le 5 mars 1945 à Londres. Treize partis sont représentés, mais ni les Allemands, ni les Autrichiens, ni les Hongrois n’ont été invités, et tous les partis invités n’ont pu envoyer de délégués. La conférence approuve l’occupation de l’Allemagne et la dénazification, mais refuse sa division en plusieurs états. Surtout, elle rappelle la nécessité de l’unité de la classe ouvrière et de l’entente avec l’Union soviétique. L’arrivée des Travaillistes au pouvoir au Royaume-Uni, la présence d’autres partis membres de l’IOS au pouvoir dans leur pays (Suède, Norvège, Nouvelle-Zélande, Australie) fait de l’IOS une vraie puissance pour la première fois de son histoire.
La conférence de Clacton est la première réunion officielle de l’IOS depuis celle de Paris en 1933. Dans son mémorandum sur l’unité du mouvement ouvrier international, Harold Laski met en avant la nécessite d’un travail avec l’URSS pour que l’Europe devienne à terme un continent socialiste. Mais des différences apparaissent entre ceux qui veulent reconstruire une IOS identique à celle d’avant-guerre (SFIO, Parti socialiste suisse, belge et autrichien), ceux qui s’y opposent pour former une internationale différente (Labour), et ceux qui plaident pour une Internationale unique, socialo-communiste, à l’image de ce qui s’est fait pour la Fédération syndicale mondiale. La conférence n’arrive pas à trouver un accord, et la question de la reconstitution de l’Internationale est reportée. Un Bureau socialiste d’information et de liaison (SILO Socialist information and liaison office) est cependant mis en place à Londres avec Denis Healey à sa tête.
La conférence Bournemouth (3-8 novembre 1946) prend la décision de dissoudre officiellement l’Internationale ouvrière socialiste, mais il est toujours impossible de trouver un accord entre les pays d’Europe de l’Ouest, menés principalement par le Labour, et ceux d’Europe de l’Est. C’est surtout la question de la réintégration du SPD dans l’Internationale qui divise l’assistance. Les représentants allemands sont invités à s’expliquer devant la prochaine conférence. La conférence de Zurich (6-9 juin 1947) rassemble des délégués de 23 partis. Le dernier jour, les délégués allemands, Kurt Schumacher, Erich Ollenhauer et Fritz Heussler viennent défendre la réintégration du SPD au sein du mouvement socialiste international. Ils viennent montrer qu’il y a eu un mouvement de résistance socialiste pendant le régime nazi, mais que la Gestapo était puissante, et le SPD ne pouvait pas jouer sur la fibre nationaliste. Une commission est mise en place pour juger de la réintégration dans l’avenir du SPD, et une autre commission est installée pour étudier la question de la reconstitution de l’Internationale.
La conférence d’Anvers (29 novembre – 1er décembre 1947) se déroule après la conférence de Szklarska Poreba qui a constitué le Kominform qui prend la suite de l’Internationale communiste. La conférence d’Anvers rassemble 17 partis, y compris les Parti socialiste polonais, Parti social-démocrate de Hongrie et Parti social-démocrate tchèque. Elle refuse la qualité de délégué au représentant du Parti social-démocrate bulgare considéré comme pro-communiste, mais l’admet comme observateur. Sans condamner le Kominform, la conférence se prononce contre toute attaque envers la social-démocratie. Elle vote l’admission du SPD, malgré l’opposition du Parti social-démocrate de Hongrie, du parti travailliste de Palestine (juif), du Parti socialiste polonais et du Parti social-démocrate tchèque ; le Parti socialiste italien et la Ligue ouvrière juive polonaise s’abstiennent. Enfin la conférence met en place le Comité de la conférence socialiste internationale (Comisco - Committee of the International Socialist Conference) avec un délégué par parti membre, et présidé par le Britannique Morgan Phillips. La conférence de Londres (20-23 mars 1948) qui a lieu après le Coup de Prague condamne le Kominform qu’elle rend responsable du schisme du mouvement ouvrier. Les partis qui soutiennent les partis communistes à l’Est sont exclus de la Conférence. Les socialistes italiens sont sommés de trancher entre leur collaboration avec le Kominform et celle avec les socialistes antisoviétiques. La conférence de Vienne (4-7 juin 1948) condamne les démocraties populaires qualifiées de dictatures qui « trahissent la démocratie aussi bien que le socialisme ». La même résolution s’oppose à tout régime de parti unique. L’exécutif du Parti socialiste italien essaye de justifier sa position dans un mémorandum condamnant l’action du capitalisme et du Vatican pour créer une Italie clérico-conservatrice.
La conférence de Baarn (14-17 mai 1949) exclut finalement le Parti socialiste italien après qu’il eut refusé de se réunifier avec le Parti social-démocrate italien qui refuse la subordination au Parti communiste. Cette conférence est également l'occasion de discuter de l’unité européenne. Quelques mois après, les partis socialistes d’Europe de l’Est créent en juillet 1949 l’Union socialiste d’Europe centrale et orientale présidée par Zygmunt Zaremba qui reçoit un statut consultatif au sein de la Conférence socialiste internationale. La conférence de Paris (10-11 décembre 1949) élit un secrétaire en la personne de Julius Braunthal et institue une commission devant préparer une déclaration de principes. La conférence de Copenhague (1-3 juin 1950), outre l’admission des Parti socialiste japonais et Parti socialiste d'Uruguay, une commission présidée par Salomon Grumbach se met en place pour amender le projet de déclaration de principes. Finalement le Parti socialiste belge demande la reconstitution pleine et entière de l’Internationale socialiste.

### L'Internationale socialiste (depuis 1951)

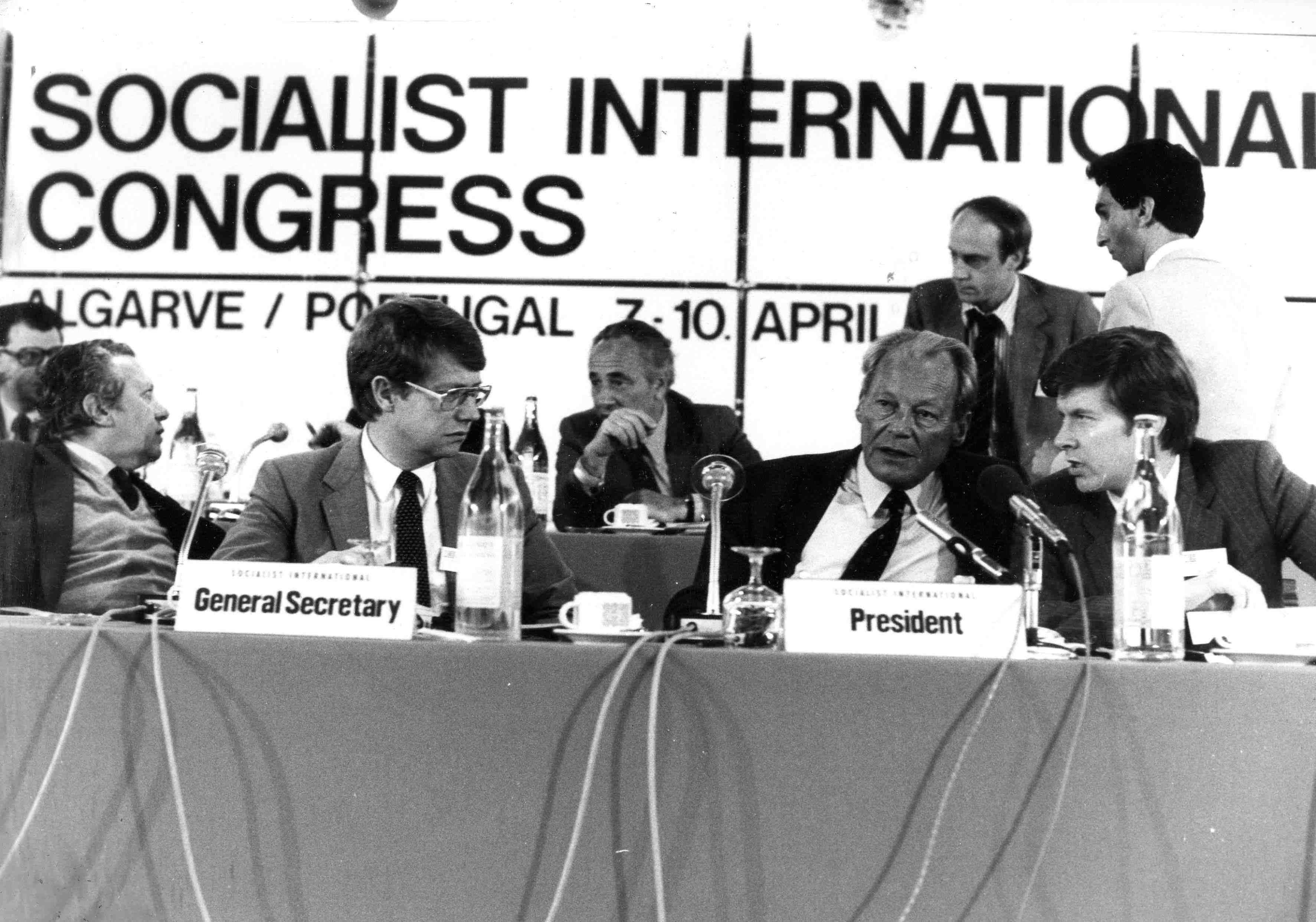
Bernt Carlsson (Suède), Willy Brandt (Allemagne de l'Ouest) et Pentti Väänänen (Finlande) au Congrès de l'Internationale socialiste en Algarve en avril 1983

En 1951, le Congrès de Francfort fonde l'Internationale socialiste sous sa forme actuelle. Au départ, l'organisation rassemble presque uniquement des partis d'Europe occidentale, mais la décolonisation et plus tard la chute des pays communistes vont la voir étendre considérablement son influence.
Dans les années 1950, l'Internationale est minée par l'opposition du SPD au plan Schuman, premier pas de la future Union européenne ; les sociaux-démocrates allemands, qui craignent le conflit armé avec l'URSS, s'opposent aussi à la ligne de renforcement de l'Alliance atlantique face à la menace soviétique, défendue par la majorité des membres de l'IS et par le Britannique Morgan Phillips, son président de 1951 à 1957. Ces dissensions rendent à peu près inefficace l'action de l'IS jusqu'en 1969, date où l'arrivée au pouvoir du SPD en Allemagne et les succès du socialisme scandinave relancent l'idée socialiste. Sous la présidence de l'Allemand Willy Brandt, de 1976 à 1992, l'IS s'ouvre plus largement aux pays non européens et au dialogue Nord-Sud tout en maintenant ses thèmes habituels de désarmement et de détente. Il est habituel que, lors des congrès, les délégués du Tiers Monde mettent en accusation les États-Unis alors que les délégués allemands les défendent. L'Internationale joue aussi un rôle discret mais efficace de soutien aux socialistes persécutés par des régimes comme l'Estado Novo au Portugal ou la dictature des colonels en Grèce.
Le 31 mai 2002 à Casablanca, l'IS adopte à l'unanimité une résolution sur le processus de paix israélo-palestinien, préconisant la reconnaissance mutuelle des deux États, tous deux ayant Jérusalem pour capitale, sur la base de la Résolution 242 des Nations unies. Cette motion est approuvée par les trois membres directement concernés, le Meretz et le Parti travailliste israéliens et le Fatah palestinien. En juillet 2019, le Meretz et le Fatah se retrouvent à la conférence de l'IS à Ramallah dans les Territoires palestiniens.
Lors des révolutions arabes de janvier et février 2011, les partis socialistes devenus au cours des années 1970-1980 des soutiens de régimes autoritaires ont été exclus de l'Internationale : d'abord le Rassemblement constitutionnel démocratique tunisien, puis le Parti national démocratique égyptien.
Le 22 mai 2013, à l'occasion des 150 ans du SPD, le plus ancien parti social-démocrate, l'Alliance progressiste est fondée à Leipzig pour réunir 70 partis sociaux-démocrates.

### Relations avec l'Amérique latine
L'internationale socialiste reste longtemps distante de l’Amérique latine, considérant la région comme une zone d'influence des États-Unis. Ainsi, elle ne dénonce pas le coup d’État contre le président socialiste Jacobo Arbenz au Guatemala en 1954 ou l'invasion de la République dominicaine par les États-Unis en 1964. Il faut attendre le coup d’État au Chili en 1973 pour provoquer « la découverte d'un monde qu'on ne connaissait pas », explique Antoine Blanca, diplomate pour le PS français. D'après lui, la solidarité envers la gauche chilienne fut « le premier défi digne de ce nom, vis-à-vis de Washington, d'une Internationale qui, jusque-là, faisait tout pour apparaitre soumise à la stratégie américaine et à l'Otan ». 
La première conférence régionale de la social-démocratie latino-américaine se tient à Caracas en 1976 et coïncide avec l'évolution tiers-mondiste de l'IS en Europe. Cependant, son anti-impérialisme de principe se heurte vite aux réalités du pouvoir qui amènent l'Action démocratique vénézuélienne ou le Parti de la libération nationale au Costa Rica à un alignement de fait sur Washington. Les partis socialistes latino-américains se divisent sur l'éventualité d'un front commun face aux dictatures militaires et sur le soutien aux mouvements armés révolutionnaires. La présidence d'Oscar Arias Sánchez au Costa Rica, de 1986 à  1998, marque un tournant : son action pour la réconciliation dans les pays sortant des guerres civiles lui vaut le prix Nobel de la paix en 1987
Dans les années 1980, notamment sous l’impulsion de François Mitterrand, l'IS apporte son appui aux sandinistes au Nicaragua et à des mouvements armés au Salvador, au Guatemala et au Honduras en lutte contre des dictatures soutenues par les États-Unis.
Dans les années 1990, elle est rejointe par des partis non socialistes prenant note de la puissance économique des pays européens que gouvernent ou gouverneront leurs partenaires d’outre-Atlantique, ils calculent les avantages qu’ils pourraient en tirer. Pendant cette période, « l'internationale socialiste fonctionne de manière clientéliste ; certains partis viennent ici côtoyer les Européens comme s’ils fréquentaient la classe supérieure », regrette Porfirio Muñoz Ledo, l'un des représentants du Parti de la révolution démocratique mexicain à l'IS. D'après Maurice Lemoine, y cohabitent « la très centriste Union civique radicale (UCR) argentine ; le Parti révolutionnaire institutionnel (PRI) mexicain, assez peu démocratiquement au pouvoir pendant soixante-dix ans ; le Parti libéral colombien – sous les gouvernements duquel a été exterminée la formation de gauche Union patriotique (1986-1990), introduit le modèle néolibéral (1990-1994) et auquel appartiendra, jusqu’en 2002, Alvaro Uribe.» Dans la décennie suivante, de nombreux partis de gauche amenés à exercer le pouvoir (au Brésil, au Venezuela, en Bolivie, en Équateur et au Salvador) préfèrent garder leurs distances avec l'IS.

## Organisation

### Congrès
| Congrès | Lieu                  | Dates                        |
| 1er     | Francfort-sur-le-Main | 30 juin - 3 juillet 1951     |
| 2e      | Milan                 | 17 - 21 octobre 1952         |
| 3e      | Stockholm             | 15 - 18 juillet 1953         |
| 4e      | Londres               | 12 - 16 juillet 1955         |
| 5e      | Vienne                | 2 - 6 juillet 1957           |
| 6e      | Hambourg              | 14 - 17 juillet 1957         |
| 7e      | Rome                  | 23 - 27 octobre 1961         |
| 8e      | Amsterdam             | 9 - 12 septembre 1963        |
| 9e      | Bruxelles             | 5 - 6 septembre 1964         |
| 10e     | Stockholm             | 5 - 8 mai 1966               |
| 11e     | Eastbourne            | 16 - 20 juin 1969            |
| 12e     | Vienne                | 26 - 29 juin 1972            |
| 13e     | Genève                | 26 - 28 novembre 1976        |
| 14e     | Vancouver             | 3 - 5 novembre 1978          |
| 15e     | Madrid                | 12 - 14 novembre 1980        |
| 16e     | Albufeira             | 7 - 10 avril 1983            |
| 17e     | Lima                  | 20 - 23 juin 1986            |
| 18e     | Stockholm             | 20 - 22 juin 1989            |
| 19e     | Berlin                | 15 - 17 septembre 1992       |
| 20e     | New York              | 9 - 11 septembre 1996        |
| 21e     | Paris                 | 8 - 10 novembre 1999         |
| 22e     | São Paulo             | 27 - 29 octobre 2003         |
| 23e     | Athènes               | 30 juin - 2 juillet 2008     |
| 24e     | Le Cap                | 30 août - 1er septembre 2012 |
| 25e     | Carthagène des Indes  | 2 - 4 mars 2017              |
| 26e     | Madrid                | 25 - 27 novembre 2022        |

### Présidents
| Ordre | Pays                 | Nom                | Parti                                | Période     |
| 1er   | Royaume-Uni          | Morgan Phillips    | Parti travailliste                   | 1951-1957   |
| 2e    | Danemark             | Alsing Andersen    | Sociaux-démocrates                   | 1957-1963   |
| 3e    | Allemagne de l'Ouest | Erich Ollenhauer   | Parti social-démocrate d'Allemagne   | 1963        |
| 4e    | Autriche             | Bruno Pittermann   | Parti social-démocrate d'Autriche    | 1964-1976   |
| 5e    | Allemagne de l'Ouest | Willy Brandt       | Parti social-démocrate d'Allemagne   | 1976-1992   |
| 6e    | France               | Pierre Mauroy      | Parti socialiste                     | 1992-1999   |
| 7e    | Portugal             | António Guterres   | Parti socialiste                     | 1999-2005   |
| 8e    | Grèce                | Giórgos Papandréou | Mouvement des socialistes démocrates | 2005 - 2022 |
| 9e    | Espagne              | Pedro Sánchez      | Parti socialiste ouvrier espagnol    | depuis 2022 |

### Secrétaires généraux
| Ordre | Pays        | Nom              | Parti                              | Période     |
| 1er   | Autriche    | Julius Braunthal | Parti social-démocrate d'Autriche  | 1951-1956   |
| 2e    | Norvège     | Bjarne Braatoy   | Parti travailliste                 | 1956-1957   |
| 3e    | Royaume-Uni | Albert Carthy    | Parti travailliste                 | 1957-1969   |
| 4e    | Autriche    | Hans Janitschek  | Parti social-démocrate d'Autriche  | 1969-1976   |
| 5e    | Suède       | Bernt Carlsson   | Parti social-démocrate suédois     | 1976-1983   |
| 6e    | Finlande    | Pentti Väänänen  | Parti social-démocrate de Finlande | 1983-1989   |
| 7e    | Chili       | Luis Ayala       | Parti socialiste du Chili          | 1989-2022   |
| 8e    | Ghana       | Benedicta Lasi   | Congrès démocratique national      | depuis 2022 |

## Partis membres de l'Internationale socialiste
Il faut noter que la représentation de certains partis dans l'internationale socialiste ne fait pas l'unanimité au sein de l'organisation. Ainsi, la participation du Parti du peuple mongol (Mongolie), de l'Union nationale de l'espérance (Guatemala), du Front social-démocrate (Cameroun) et du Parti Libération Nationale (Costa Rica) fait débat. Au Panama, le PRD du dictateur Manuel Noriega était également membre de l'internationale socialiste.
De plus, la plupart des partis membres ne se réclament plus de la tradition socialiste ou social-démocrate des fondateurs de l’Internationale ouvrière. Déjà, en 1935, le Parti socialiste du Chili, refuse d'adhérer à l’Internationale ouvrière socialiste, critiquant ses « positions conformistes »[source insuffisante].
À partir des années 2000, en Amérique latine, des partis membres de l'Internationale socialiste sont engagés dans l'opposition à plusieurs gouvernements de gauche, dont ceux du Venezuela et de l'Équateur. À la même époque, les partis européens se rapprochent du mouvement démocrate. Dans les années 2010, ils se réclament parfois ouvertement d'un courant libéral, le social-libéralisme.
Le SPD allemand prend ses distance avec l'IS à partir de 2014. Il ramène sa contribution de 133 000 euros à 6 700 euros pour assister au réunion « en tant qu'observateurs », tandis qu'il annonce son intention de créer une « Alliance progressiste » parallèle et destinée à terme à la remplacer. Le journaliste Maurice Lemoine note par ailleurs que le PS français « pratique plus ou moins la politique de la chaise vide depuis plusieurs années et a divisé par deux sa contribution annuelle (53 000 euros) ».

### Partis membres de plein droit
Ils ont le droit à la parole et le droit de vote, et doivent payer des cotisations.
- Afrique du Sud : Congrès national africain
- Albanie : Parti socialiste d'Albanie
- Algérie : Front des forces socialistes
- Allemagne : Parti social-démocrate d'Allemagne[13]
- Andorre : Parti social-démocrate
- Angola : Mouvement populaire de libération de l'Angola
- Argentine : Parti socialiste
- Argentine : Union civique radicale
- Arménie : Fédération révolutionnaire arménienne
- Autriche : Parti social-démocrate d'Autriche
- Belgique : Parti socialiste
- Belgique : Vooruit
- Bénin : Parti social-démocrate
- Bosnie-Herzégovine : Parti social-démocrate
- Brésil : Parti démocratique travailliste
- Burkina Faso : Mouvement du peuple pour le progrès
- Bulgarie : Parti des sociaux-démocrates bulgares
- Bulgarie : Parti socialiste bulgare
- Cameroun : Front social-démocrate
- Cap-Vert : Parti africain pour l'indépendance du Cap-Vert
- Chili : Parti socialiste du Chili
- Chili : Parti pour la démocratie
- Chili : Parti radical social-démocrate du Chili
- Chypre : Mouvement pour la démocratie sociale
- Chypre du Nord : Parti républicain turc
- Chypre du Nord : Parti de la démocratie socialiste
- Colombie : Parti libéral colombien
- Costa Rica : Parti Libération nationale
- Croatie : Parti social-démocrate de Croatie
- Curaçao : Mouvement Antilles nouvelles
- Danemark : Parti social-démocrate
- Équateur : Parti de la gauche démocratique
- Espagne : Parti socialiste ouvrier espagnol
- Finlande : Parti social-démocrate de Finlande
- France : Parti socialiste
- Ghana : Congrès démocratique national
- Grèce : Mouvement socialiste panhellénique
- Grèce : Mouvement des socialistes démocrates
- Guatemala : Union nationale de l'espérance
- Guinée : Rassemblement du peuple de Guinée
- Guinée équatoriale : Convergence pour la démocratie sociale
- Haïti : Parti fusion des sociaux-démocrates haïtiens
- Hongrie : Parti social-démocrate de Hongrie
- Hongrie : Parti socialiste hongrois
- Irak : Union patriotique du Kurdistan
- Irlande : Parti travailliste
- Irlande du Nord : Parti social-démocrate et travailliste
- Israël : Meretz
- Italie : Parti socialiste italien
- Japon : Parti social-démocrate
- Liban : Parti socialiste progressiste
- Lituanie : Parti social-démocrate lituanien
- Luxembourg : Parti ouvrier socialiste luxembourgeois
- Malaisie : Parti d'action démocratique
- Mali : Alliance pour la démocratie au Mali-Parti africain pour la solidarité et la justice
- Mali : Rassemblement pour le Mali
- Maroc : Union socialiste des forces populaires
- Maurice : Mouvement militant mauricien
- Maurice : Parti travailliste mauricien
- Mauritanie : Rassemblement des forces démocratiques
- Mexique : Parti de la révolution démocratique
- Mexique : Parti révolutionnaire institutionnel
- Moldavie : Parti démocrate de Moldavie
- Mongolie : Parti du peuple mongol
- Monténégro : Parti social-démocrate du Monténégro
- Monténégro : Parti démocratique socialiste du Monténégro
- Mozambique : Front de libération du Mozambique
- Namibie : Organisation du peuple du Sud-Ouest africain
- Népal : Congrès népalais
- Niger : Parti nigérien pour la démocratie et le socialisme
- Pakistan : Parti du peuple pakistanais
- Palestine : Fatah
- Panama : Parti révolutionnaire démocratique
- Paraguay : Partido País Solidario
- Paraguay : Parti démocrate progressiste
- Pérou : Alliance populaire révolutionnaire américaine
- Pologne : Alliance de la gauche démocratique
- Pologne : Union du travail
- Portugal : Parti socialiste
- Porto Rico : Parti indépendantiste portoricain
- République démocratique du Congo : Union pour la démocratie et le progrès social
- République dominicaine : Parti révolutionnaire dominicain
- République tchèque : Parti social-démocrate tchèque
- Roumanie : Parti social-démocrate
- Saint-Marin : Parti des socialistes et des démocrates
- Sénégal : Parti socialiste
- Serbie : Parti démocratique
- Slovaquie : SMER – social-démocratie
- Suède : Parti social-démocrate suédois des travailleurs
- Tanzanie : Chama cha Mapinduzi (CCM)
- Tchad : Union nationale pour la démocratie et le renouveau (UNDR)
- Tunisie : Ettakatol[14]
- Turquie : Parti républicain du peuple
- Uruguay : Nouvel espace
- Venezuela : Action démocratique
- Venezuela : Mouvement vers le socialisme
- Venezuela : Un nouveau temps (UNT) (membre consultatif en 2013, promu comme membre de plein droit en novembre 2015)
- Venezuela : Volonté populaire
- Yémen : Parti socialiste yéménite
- Zimbabwe : Mouvement pour le changement démocratique

### Partis membres consultatifs
Ils ont droit à la parole et doivent payer des cotisations mais ils n'ont pas le droit de vote.
- Biélorussie : Parti social-démocrate biélorusse (Assemblée du peuple)
- Botswana : Parti démocratique
- Égypte : Parti social-démocrate égyptien
- Eswatini : Mouvement Populaire Démocratique Uni (PUDEMO)
- Gabon : Parti gabonais du progrès
- Gambie : Parti démocratique unifié
- Géorgie : Sociaux-démocrates pour le développement (SDD)
- Guinée-Bissau : Parti africain pour l'indépendance de la Guinée et du Cap-Vert
- Iran : Parti démocratique du Kurdistan d’Iran
- Kazakhstan : Parti social-démocrate national (OSDP)
- Nigeria : Congrès des progressistes (APC)
- Palestine : Initiative nationale palestinienne (PNI)
- Palestine : Front de lutte populaire palestinien (PPSF)
- République démocratique du Congo : Parti lumumbiste unifié
- Russie : Parti social-démocrate de Russie
- Sao Tomé-et-Principe : Mouvement pour la libération de Sao Tomé-et-Principe – Parti social-démocrate (MLSTP-PSD)
- Syrie : Parti de l'union démocratique (PYD)
- Timor oriental : Front révolutionnaire pour l'indépendance du Timor oriental
- Togo : Convention démocratique des peuples africains
- Turquie : Parti démocratique des peuples (HDP)
- Ukraine : Ukraine - En avant ! (SDPU)

### Partis observateurs
Ils ont le droit d'assister aux réunions statutaires et de les observer, ils doivent payer une cotisation annuelle, mais n'ont pas le droit de vote.
- Biélorussie : Parti travailliste du Bélarus
- Botswana : Front national du Botswana
- Colombie : Pôle démocratique alternatif
- Estonie : Parti social-démocrate d'Estonie (SDE)
- Haïti : Organisation du peuple en lutte
- Kenya : Parti travailliste
- Kirghizistan : Ata-Meken
- République centrafricaine : Mouvement de libération du peuple centrafricain
- République arabe sahraouie démocratique : Front Polisario
- Royaume-Uni : Parti travailliste
- Serbie : Parti social-démocrate de Serbie

Groupe des partis rétrogradés au statut d'observateur pour non-paiement de cotisations :
- Burkina Faso : Parti pour la démocratie et le progrès/Parti socialiste
- Burundi : Front pour la démocratie du Burundi
- Dominique : Parti travailliste
- Groenland : Siumut
- Jamaïque : Parti national du peuple
- Lettonie : Parti social-démocrate du travail letton
- Macédoine : Union social-démocrate de Macédoine
- Malte : Parti travailliste
- Namibie : Congrès des démocrates
- Nouvelle-Zélande : Parti travailliste néo-zélandais
- Philippines : Parti social-démocrate des Philippines
- Saint-Vincent-et-les-Grenadines : Parti travailliste uni
- Slovénie : Sociaux Démocrates

### Organisations fraternelles
Elles ont droit à la parole et le droit de vote :
- Internationale socialiste des femmes
- Mouvement international des Faucons - Internationale socialiste d'éducation
- Union internationale de la jeunesse socialiste

### Organisations associées
Elles sont de caractère international ou régional, reconnues par l'Internationale socialiste. Elles ont droit à la parole mais pas le droit de vote.
- Union générale des travailleurs juifs
- Confédération sportive internationale du travail
- Fédération internationale de la presse socialiste et démocratique
- Groupe de l'Alliance Progressiste des Socialistes et Démocrates au Parlement européen
- Groupe Social-Démocrate du Parlement latino-américain
- National Democratic Institute for International Affairs
- Ligue internationale des socialistes religieux
- Mouvement sioniste travailliste mondial
- Parti socialiste européen
- Union internationale des éducateurs socialistes

### Partis membres exclus
- Albanie : Parti social-démocrate, admis comme membre consultatif en 1992, promu membre de plein droit en 1996, rétrogradé membre observateur en 2012 en raison du non-paiement des frais d'adhésion et exclu en décembre 2014.
- Algérie : Front de libération nationale (FLN), parti membre consultatif à partir du 5 février 2013 et expulsé à la suite des manifestations algériennes de 2019.
- Aruba : Mouvement électoral du peuple, parti membre de plein droit en 1992 et radié en décembre 2014.
- Australie : Parti travailliste australien, parti membre de plein droit en 1966 puis exclu en décembre 2014.
- Barbade : Parti travailliste de la Barbade, parti membre de plein droit en 1987, rétrogradé au statut d'observateur en 2012 pour non-paiement de cotisations puis exclu en décembre 2014.
- Bosnie-Herzégovine : Alliance des sociaux-démocrates indépendants, membre consultatif en 2003, promu membre de plein droit en 2008 puis exclu en août 2012.
- Canada : Nouveau Parti démocratique, parti radié en 2018.
- Côte d'Ivoire : Front populaire ivoirien, exclu le 29 mars 2011 à la suite de l'intervention militaire française contre le gouvernement de Laurent Gbagbo[15]
- Égypte : Parti national démocratique, exclu le 31 janvier 2011 à la suite des manifestations demandant la démission du président Hosni Moubarak, réprimées dans la violence[16]
- Nicaragua : Front sandiniste de libération nationale, exclu à la suite des manifestations antigouvernementales de 2018.
- Russie : Russie juste, exclu en mars 2022 en raison du vote du parti en faveur de la reconnaissance de la république populaire de Donetsk et de la république populaire de Lougansk par la fédération de Russie puis du soutien à l'invasion russe de l'Ukraine en 2022[17].
- Sainte-Lucie : Parti travailliste de Sainte-Lucie, parti membre consultatif en 1992, rétrogradé au statut d'observateur en 2012 pour non-paiement de cotisations puis exclu en décembre 2014.
- Saint-Christophe-et-Niévès : Parti travailliste de Saint-Christophe-et-Niévès, membre consultatif en 1992, rétrogradé au statut d'observateur en 2012 pour non-paiement de cotisations puis exclu en décembre 2014.
- Tunisie : Rassemblement constitutionnel démocratique, exclu le 18 janvier 2011 à la suite de la révolution tunisienne[18], puis dissous par décision judiciaire le 9 mars suivant.

### Anciens partis membres
- Antigua-et-Barbuda : Parti travailliste d'Antigua-et-Barbuda, parti membre consultatif en 2008.
- Botswana : Front national du Botswana
- États-Unis : Socialistes démocrates d'Amérique, parti membre de 1982 à 2017.
- États-Unis : Sociaux-démocrates, USA, parti membre de 1973 à 2005.
- Islande : Alliance, parti membre de plein droit, retiré en 2017.
- Israël : Parti travailliste, parti membre de plein droit, retiré en mai 2020
- Jordanie : Parti démocratique jordanien de la gauche (JDPL)[19]
- Kenya : Parti du développement national (en) (NDP)[19]
- Lettonie : Parti social-démocrate « Harmonie », parti membre consultatif en juin/juillet 2014, retiré en 2017.
- Norvège : Parti travailliste norvégien, parti observateur depuis 1951, retiré en 2016.
- Pays-Bas : Parti travailliste, parti observateur, retiré en décembre 2014
- Philippines : Akbayan
- RF Yougoslavie : Alliance civique de Serbie[19]
- RF Yougoslavie : Union sociale-démocrate de Serbie[19]
- RF Yougoslavie : Union sociale-démocrate de Serbie[19]
- RF Yougoslavie : Parti Social-Démocratie[19]
- RF Yougoslavie : Ligue des sociaux-démocrates de Voïvodine (LSV)[19]
- Russie : Union sociale-démocrate russe (en) (RSDU)[19]
- Uruguay : Parti socialiste d'Uruguay, parti membre de plein droit en 1951 qu'il quitte une 1re fois en 1960, puis redevient membre de plein droit en 1999 et se retire de nouveau en 2017.
- Suisse : Parti socialiste suisse, quitte l'internationale socialiste en 2013 à la suite de divergences idéologiques[20],[21]

## Élus au XXVIeCongrès

### Præsidiumde l'Internationale socialiste

#### Président
- Pedro Sánchez (PSOE)

#### Secrétaire général
- Benedicta Lasi (CDN)

#### Vice-présidents
| - Janira Hopffer Almada (Parti africain pour l'indépendance du Cap-Vert) - Manuel Domingos Augusto (Mouvement populaire de libération de l'Angola) - Ahmed Ould Daddah (Rassemblement des forces démocratiques) - Augustin Kabuya (Union pour la démocratie et le progrès social) - Chantal Kambiwa (Front social démocrate) - Khaoula Lachguar (Union socialiste des forces populaires) - Aminata Mbengue Ndiaye (Parti socialiste) - Bokary Treta (Alliance pour la démocratie au Mali – Parti africain pour la solidarité et la justice) - Saleh Kebzabo (Union nationale pour la démocratie et le renouveau) - Isabel Allende Bussi (Parti socialiste du Chili) - Edmonde Supplice Beauzile (Parti fusion des sociaux-démocrates haïtiens) - Carlos Lupi (Parti démocratique travailliste) - Rafael Michelini (Nouvel espace) - Alejandro Moreno Cárdenas (Parti révolutionnaire institutionnel) - Henry Ramos (Action démocratique) - Kattia Rivera (Parti de la libération nationale) - Jesús Rodríguez (Union civique radicale) - Miguel Angel Sánchez Vásquez (Colombie) | - Ahmet Ünal Çeviköz (Parti républicain du peuple) - Marcel Ciolacu (Parti social-démocrate) - Olivier Faure (Parti socialiste) - Hana Jalloul (Parti socialiste ouvrier espagnol) - Paulina Lampsa (Mouvement socialiste panhellénique) - Pia Locatelli (Parti socialiste italien) - Katarina Roth Nevedalova (SMER – social-démocratie) - Edi Rama (Parti socialiste d'Albanie) - Antton Rönnholm (Parti social-démocrate de Finlande) - João Torres (Parti socialiste) - Elio Di Rupo (Parti socialiste) | - Ganibal Amartuvshin (Parti du peuple mongol) - Colette Avital (Parti travailliste israélien) - Khagendra Chetry (Congrès népalais) - Rauhi Fattouh (Fatah) - Norberto Gonzales (Parti social-démocrate des Philippines) - Mario Nalpatian (Fédération révolutionnaire arménienne) - Askhat Rakhimzhanov (Parti social-démocrate national) - Temirlan Sultanbekov (Sociaux-démocrates) |

#### Vice-présidentsex-officio
| - Janet Camilo (Internationale Socialiste des Femmes) - Bruno Gonçalves (Union Internationale de la Jeunesse Socialiste) |